# Formule de fraction continue d'Euler
En théorie analytique des nombres, la formule de fraction continue d'Euler est une identité reliant les séries aux fractions continues généralisées, publiée par Leonhard Euler en 1748 et utile dans l'étude du problème de convergence général pour les fractions continues à coefficients complexes.

## Cas fini
Euler a établi une identité dont la transcription est, en notation de Pringsheim :
cette égalité signifiant seulement que les sommes partielles de la série de gauche sont égales aux réduites de la fraction continue de droite, autrement dit :
Il trouve simplement cette formule par une analyse rétrograde des relations fondamentales sur les réduites.

## Cas infini
Par changement de notations et passage à la limite, on en déduit :
pour toutes suites de nombres complexes yj non nuls et xj tels que la série de gauche converge. Ceci permet donc, après avoir mis une série convergente sous la forme adéquate, de la transformer en fraction continue. De plus, si les complexes xj et yj sont des fonctions d'une variable z et si la convergence de la série est uniforme par rapport à z, il en est naturellement de même pour la convergence de la fraction continue.
Cette formule a de nombreux corollaires, comme :
1. en prenant tous les yj égaux à 1 :{\displaystyle \sum _{i=0}^{\infty }\prod _{j=0}^{i}x_{j}={\frac {x_{0}\mid }{\mid 1}}-{\frac {x_{1}\mid }{\mid 1+x_{1}}}-{\frac {x_{2}\mid }{\mid 1+x_{2}}}-{\frac {x_{3}\mid }{\mid 1+x_{3}}}-\cdots ~;}
2. en posant x0 = 1, y0 = a0 et pour j > 0, xj = aj–1z et yj = a0a1…aj :{\displaystyle \sum _{i=0}^{\infty }{\frac {z^{i}}{a_{0}a_{1}\ldots a_{i}}}={\frac {1\mid }{\mid a_{0}}}-{\frac {a_{0}z\mid }{\mid a_{1}+z}}-{\frac {a_{1}z\mid }{\mid a_{2}+z}}-{\frac {a_{2}z\mid }{\mid a_{3}+z}}-\cdots ~;}
3. en posant x0 = 1, y0 = u0 et pour j > 0, xj = uj–12Z et yj = u0u1…uj :{\displaystyle \sum _{i=0}^{\infty }{\frac {Z^{i}}{u_{i}}}={\frac {1\mid }{\mid u_{0}}}-{\frac {u_{0}^{2}Z\mid }{\mid u_{1}+u_{0}Z}}-{\frac {u_{1}^{2}Z\mid }{\mid u_{2}+u_{1}Z}}-{\frac {u_{2}^{2}Z\mid }{\mid u_{3}+u_{2}Z}}-\cdots .}

## Exemples

### Fonction exponentielle
L'exponentielle complexe est une fonction entière donc son développement en série entière converge uniformément sur toute partie bornée du plan complexe :
{\displaystyle {\rm {e}}^{z}=\sum _{i=0}^{\infty }{\frac {z^{i}}{i!}}.}
Il en est donc de même pour la fraction continue (obtenue par le deuxième corollaire ci-dessus) :
On en déduit par exemple :
donc
la dernière égalité résultant d'une transformation usuelle.

### Fonction logarithme
Le développement en série entière de la détermination principale du logarithme complexe appliqué à 1 + z est
{\displaystyle {\rm {Log}}(1+z)=z\sum _{i=0}^{\infty }{\frac {(-z)^{i}}{i+1}}.}
Il converge uniformément quand z parcourt le disque unité fermé privé d'un voisinage arbitrairement petit de −1. Il en est donc de même pour la fraction continue (obtenue par le troisième corollaire ci-dessus) :
On en déduit par exemple :

### Arc tangente hyperbolique
La fonction artanh est définie sur ℂ\(]–∞, –1]∪[1, +∞[) par
{\displaystyle {\rm {artanh}}(z)={\frac {1}{2}}~{\rm {Log}}\left({\frac {1+z}{1-z}}\right)={\frac {1}{2}}({\rm {Log}}(1+z)-{\rm {Log}}(1-z)).}
Par conséquent, uniformément sur le disque unité fermé privé d'un voisinage de ±1,
{\displaystyle {\rm {artanh}}(z)=z\sum _{i=0}^{\infty }{\frac {(z^{2})^{i}}{2i+1}}}
donc aussi (par le troisième corollaire ci-dessus)

### Arc tangente
La fonction arctan (circulaire) est reliée à la fonction artanh (hyperbolique) par
{\displaystyle \arctan(z)={\frac {1}{\rm {i}}}\operatorname {artanh} ({\rm {i}}z).}
Elle a donc, uniformément sur le disque unité fermé privé d'un voisinage arbitraire de ±i, un développement analogue en série entière (trouvé par Madhava puis par Gregory et Leibniz) :
{\displaystyle \arctan(z)=z\sum _{i=0}^{\infty }{\frac {(-z^{2})^{i}}{2i+1}}}
et en fraction continue :

### Cotangenteettangente
Le développement de cot
{\displaystyle \pi \cot(\pi z)={\frac {1}{z}}-{\frac {1}{1-z}}+{\frac {1}{1+z}}-{\frac {1}{2-z}}+{\frac {1}{2+z}}-{\frac {1}{3-z}}+{\frac {1}{3+z}}+\ldots ,}
uniformément convergent hors d'un voisinage uniforme de ℤ, se transforme de même en
d'où
Des séries analogues pour π2/sin2(πz), πtan(πz/2), π/sin(πz) et π/cos(πz) se transforment de même en fractions continues.

### Nombreπ
Les développements ci-dessus de arctan, artanh, cot ou tan — ces deux derniers nécessitant une normalisation pour retrouver des coefficients entiers — joints au fait que π⁄4 = artan(1) = (1/i)artanh(i) ou cot(π/4) = tan(π/4) = 1, donnent la fraction continue généralisée trouvée par William Brouncker en 1655 :